# تپه قبله‌بلاغ
تپه قبله بلاغ مربوط به سده‌های اولیه دوران‌های تاریخی پس از اسلام است و در شهرستان نیر، بخش کورائیم، دهستان یورتچی غربی، روستای سوغانلو واقع شده و این اثر در تاریخ ۱۸ اسفند ۱۳۸۷ با شمارهٔ ثبت ۲۴۹۴۸ به‌عنوان یکی از آثار ملی ایران به ثبت رسیده است.